# El guardián del vergel
El guardián del vergel es la primera novela escrita por el autor estadounidense Cormac McCarthy y fue publicada en 1965. La novela está ambientada en una pequeña comunidad en Tennessee durante el período de entreguerras y narra la historia de John Wesley Rattner, un adolescente, y Marion Slyder, un bandolero y contrabandista que mató al padre de Rattner, aunque ninguno de los dos sabe esto.

## Personajes
- John Wesley Rattner: El hijo de Kenneth Rattner. Tiene aproximadamente 14 años cuando inicia la novela. Vive sólo junto a su madre y es sumamente independiente y bien intencionado, lo que le permite establecer muchas amistades.
- Marion Sylder: Un bandolero y contrabandista, quien asesina al padre de John Wesley Rattner al principio de la novela. Está casado, pero la relación con su esposa nunca es explicada en la novela.
- Arthur Ownby: También conocido como el tío Ather. Es un ermitaño que vive en las montañas junto a sus perros. Conoce a algunos de los jóvenes de la zona, incluyendo a John Wesley.